# Podvýživa

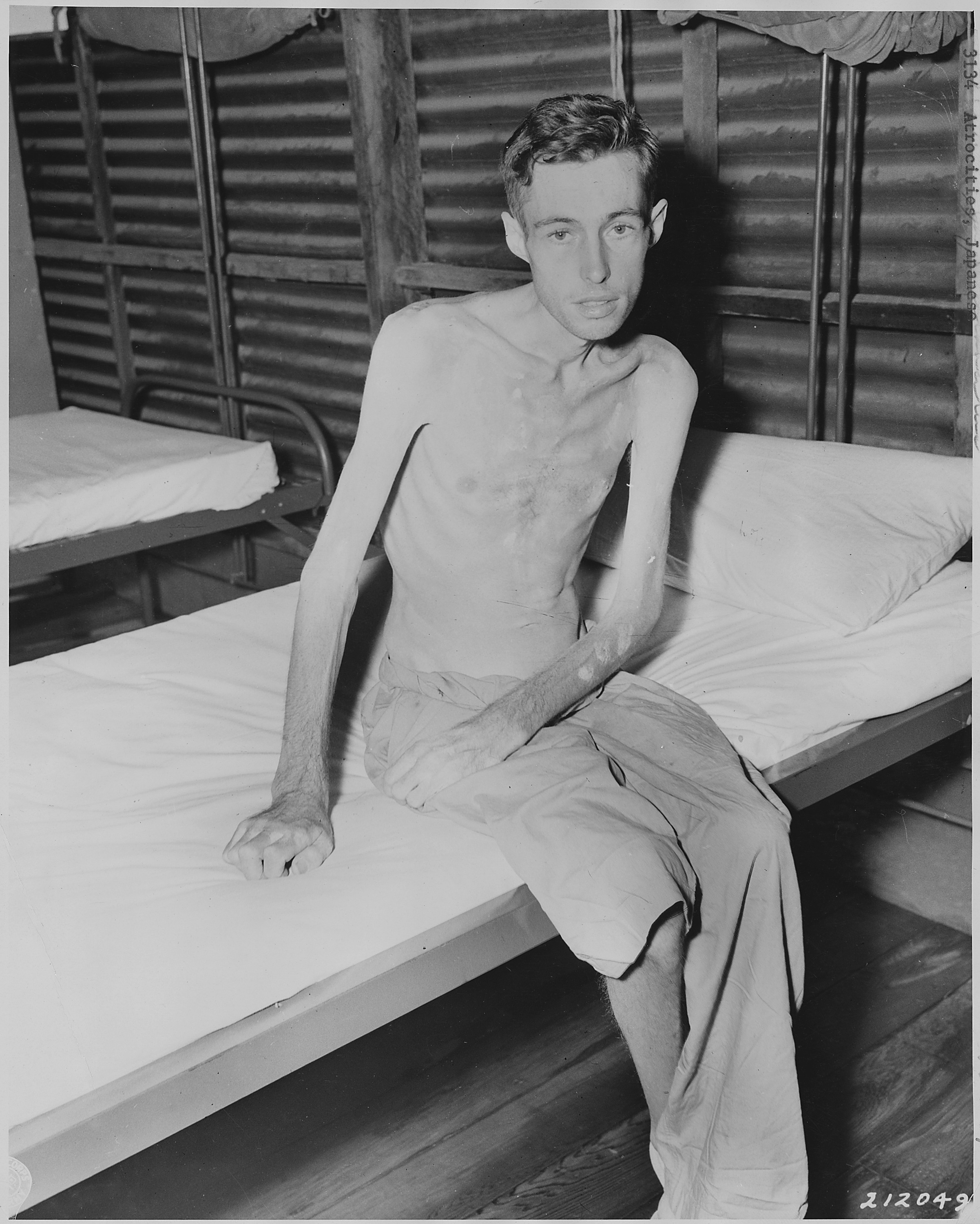
Podvyživený americký voják během II. světové války

Podvýživa je stav, který nastává v době, kdy organismus nedostává dostatečný přísun potravy. Projevuje se oslabováním tělesné stavby, větší náchylností k onemocněním a v extrémním případě k úmrtí jedince.
Podvýživa je extrémním a dlouhodobým projevem organismu na hlad. Termín se využívá jak pro označení období strádání u zvířat, tak současně i pro lidi.
Rozšíření podvýživy je často spojeno s přírodními katastrofami jako jsou sucho, hladomor, či neúroda, ale může se vyskytovat v každé situaci, kdy není v okolí dosažitelný zdroj potravy pro jedince, jako se tomu stalo za II. světové války v koncentračních táborech.
Podvýživa je celosvětovým problémem, který trápí převážně chudé země světa. Proti četnosti úmrtí se snaží bojovat světové organizace jako OSN, WHO atd., ale pro nedostatek finančních prostředků od vyspělých států a zkorumpovanosti místních úřadů v řadě oblastí neúspěšně.

## Průběh
Vlivem podvýživy postupně začnou selhávat jednotlivé tělesné orgány, což vede k úmrtí jedince.